# Carlo Moscovini
Carlo Moscovini (Torino, 24 dicembre 1919 – Torino, 9 maggio 1986) è stato un regista, scrittore e sceneggiatore italiano.

## Biografia
Nato a Torino nel 1919, inizia a lavorare nel cinema come assistente alla regia nel film del 1951 Il mago per forza, diretto da Marino Girolami. Dopo alcune esperienze sempre nel campo di assistenza alla regia, debutta come sceneggiatore nel 1955 con il film Il coraggio di Domenico Paolella. Dopo essersi diviso tra sceneggiatore, scrittore e assistente alla regia, nel 1964 debutta alla regia con la commedia Cleopazza. Successivamente dirige, insieme a Carlo Campogalliani, il film Se vincessi cento milioni, commedia ad episodi con Ugo Tognazzi, Memmo Carotenuto, Milly Vitale e molti altri attori di successo. Dopo aver lavorato come sceneggiatore al film Quei disperati che puzzano di sudore e di morte (1969, regia di Julio Buchs), si ritira dal mondo del cinema. Muore a Torino, la sua città natale, il 9 maggio 1986 all'età di 66 anni.

## Filmografia

### Sceneggiatore
- Il coraggio, regia di Domenico Paolella (1955)
- Da qui all'eredità, regia di Riccardo Freda (1955)
- 3 straniere a Roma, regia di Claudio Gora (1958)
- Le magnifiche 7, regia di Marino Girolami (1961)
- La ragazza sotto il lenzuolo, regia di Marino Girolami (1961)
- Walter e i suoi cugini, regia di Marino Girolami (1961)
- Scandali al mare, regia di Marino Girolami
- Bellezze sulla spiaggia, regia di Romolo Guerrieri (1961)
- Gli italiani e le donne, regia di Marino Girolami (1962)
- Cleopazza, regia di Carlo Moscovini (1964)
- Quei disperati che puzzano di sudore e di morte, regia di Julio Buchs (1969)

### Regista
- Se vincessi cento milioni, co-regia con Carlo Campogalliani (1964)
- Cleopazza (1964)